# Matawai Amahu
Matawai Amahu is een bestuurslaag in het regentschap Oost-Soemba van de provincie Oost-Nusa Tenggara, Indonesië. Matawai Amahu telt 368 inwoners (volkstelling 2010).